# Olympic Broadcasting Services
L'Olympic Broadcasting Services (abbreviato OBS, traducibile in italiano come Servizi di radiodiffusione olimpica) è la struttura del Comitato Olimpico Internazionale deputata a svolgere il ruolo di radio-televisione ufficiale (in inglese host broadcaster) per le competizioni olimpiche estive, invernali e giovanili.

## Descrizione
Fondata nel 2001 e attiva a pieno regime dal 2008, l'OBS ha sede a Madrid e si occupa di gestire le riprese audiovisive in diretta di tutte le gare degli eventi summenzionati, provvedendo poi a distribuire il segnale (diffuso, come da statuto, senza alcuna interruzione e senza alterazioni né squilibri a favore di alcuna disciplina sportiva, nazionalità o singolo atleta) a tutte le emittenti televisive e radiofoniche nazionali che detengono i diritti di trasmissione per un determinato ambito, territorio e/o tecnologia.
In cooperazione con i comitati organizzatori delle rassegne, l'OBS si occupa di impiantare tutte le infrastrutture e le apparecchiature tecniche necessarie alle riprese e alle trasmissioni radiotelevisive, preoccupandosi di mantenere standard tecnico-qualitativi elevati e uniformi in ogni edizione, fornendo inoltre supporto logistico alle emittenti detentrici dei diritti di diffusione affinché possano svolgere le proprie attività personalizzate (commento, riprese autonome, interviste) nei luoghi di gara. Sempre l'OBS ha il compito di realizzare e archiviare tutto il materiale audiovisivo girato durante il periodo olimpico.

## Attività
Nei primi sette anni successivi all'istituzione, l'OBS svolse funzioni di consulenza e intermediazione presso le emittenti televisive che di volta in volta venivano indicate come host broadcaster delle rassegne olimpiche.
L'OBS venne nominata per la prima volta host broadcaster in occasione dei XXIX Giochi olimpici svoltisi a Pechino: le operazioni vennero svolte mediante una struttura costituita ad hoc, la Beijing Olympic Broadcasting, che dal punto di vista formale costituiva un consorzio federante OBS, comitato organizzatore e China Central Television.

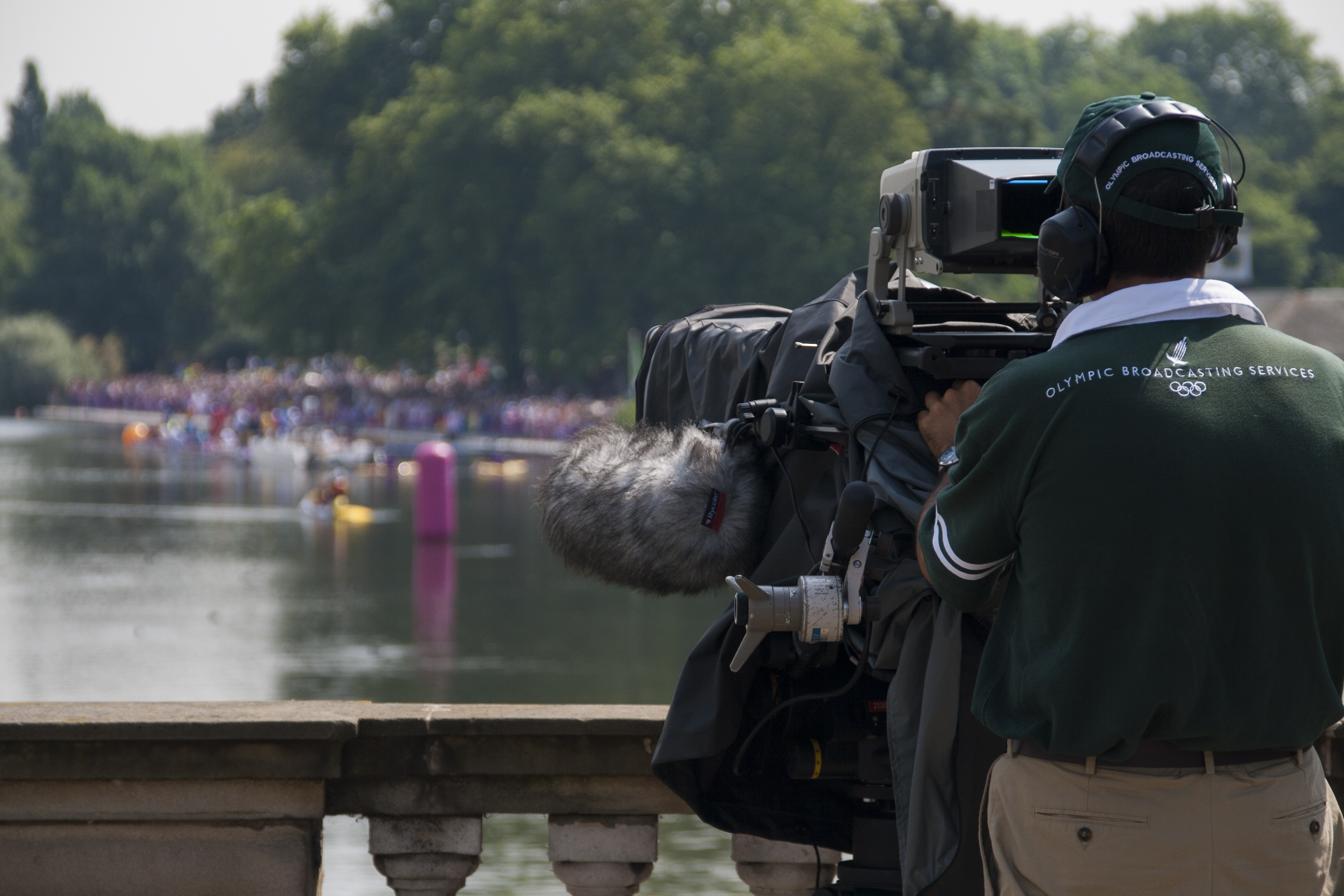
Operatore dell'OBS in azione durante i XXX Giochi olimpici.

A partire dai XXI Giochi olimpici invernali di Vancouver l'OBS si è fatta completamente carico delle funzioni di radiotelevisione ufficiale, senza intermediari o collaboratori. 
Per i giochi olimpici estivi del 2012 a Londra l'OBS ha introdotto, per la prima volta nella storia dei Giochi, telecamere ad alta definizione super slow motion e super high vision, nonché riprese sperimentali in 3D. Per l'edizione invernale di Soči 2014 sono state introdotte le telecamere HSSM - High Speed Slow Motion - e riprese aeree effettuate tramite droni telecomandati; in tale contesto inoltre per la prima volta l'ammontare delle trasmissioni via Internet superò quello televisivo, rispettivamente 60 mila ore contro 42 mila. Nel 2016 a Rio de Janeiro si è assistito all'introduzione della realtà aumentata, di telecamere a 360° e alla sperimentazione di riprese in 4K e 8K in collaborazione con l'emittente giapponese NHK.
Inoltre, in concomitanza con la chiusura dei giochi olimpici di Rio, OBS ha attivato un proprio canale internazionale, Olympic Channel.

## Presidenti
- Hein Verbruggen (2001-2014)
- Dick Pound (dal 2014)[4]

## Logo

Logo in uso fino al 2016
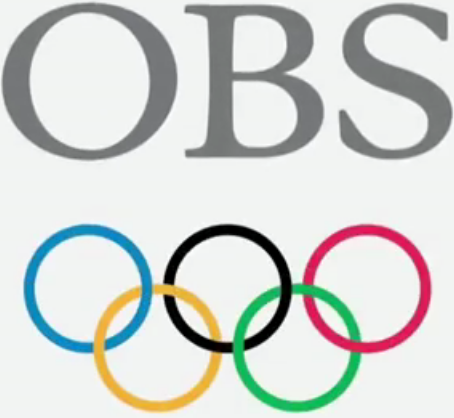
Logo in uso dal 2016 al 2022
Logo in uso dal 2022